# Mannie Jackson
Mannie Jackson (Scott City, 4 maggio 1939) è un ex cestista e imprenditore statunitense, dal 2017 fra i membri del Naismith Memorial Basketball Hall of Fame in qualità di contributore.
Jackson è stato il primo Afroamericano con proprietà e controllo di un'organizzazione di intrattenimento e sport internazionale; è stato altamente riconosciuto durante la sua carriera, includendo un riconoscimento come uno dei 30 dirigenti d'azienda di Afroamericani più potenti ed influenti, uno dei 50 migliori strateghi a livello nazionale, e uno dei 20 imprenditori Afroamericani con high net worth.

## Carriera
Dopo aver giocato a livello universitario nella squadra dell'Università dell'Illinois - Urbana-Champaign, ha poi giocato a livello professionistico nei New York Tapers in National Industrial Basketball League. Dal 1962 al 1964 ha militato negli Harlem Globetrotters. Terminata l'esperienza da giocatore, ha studiato economia e successivamente ha lavorato presso la General Motors e la Honeywell, divenendo in breve un affermato manager.
Nel 1996, ha aiutato la fondazione dell'Executive Leadership Council, un gruppo di dirigenti d'azienda afroamericani in diversi campi che potessero interagire e creare forti legami tra di loro. Nel 1993, quando la popolarità degli Harlem Globetrotter stava iniziando a declinare, e il club rischiava la bancarotta, Jackson comprò la squadra per 6 milioni di dollari. Per riguadagnare i fan della squadra, Jackson sostituì molti giocatori vecchi con atleti più giovani, concentrandosi sulle loro abilità. Questa mossa si dimostrò vincente, aiutando gli Harlem Globetrotter a riguadagnare il proprio stato come uno dei club preferiti degli Stati Uniti. In totale, è riuscito a triplicare i guadagni della squadra in soli tre anni.